# 穆罕纳德·山凯蒂
穆罕纳德·山凯蒂（阿拉伯语：‎，1999年3月12日—）是沙特阿拉伯的职业足球运动员，司职后卫。现效力于沙特阿拉伯职业足球联赛的伊蒂哈德，也代表沙特阿拉伯国家足球队。

## 荣誉

### 俱乐部
伊蒂哈德
- 沙特阿拉伯职业足球联赛冠军：2022-2023
- 沙特超级盃冠军：2022

### 国家队
沙特阿拉伯U–19
- 亞足聯U-19亞洲盃冠军：2018